# 13. østlige længdekreds
Den 13. østlige længdekreds (eller 13 grader østlig længde) er en længdekreds, der ligger 13 grader øst for nulmeridianen. Den løber gennem Ishavet, Atlanterhavet, Europa, Afrika, det Sydlige Ishav og Antarktis.
Malmö ligger på denne længdekreds.